# Ostřice blešní
Ostřice blešní (Carex pulicaris, syn.: Vignea pulicaris) je druh jednoděložné rostliny z čeledi šáchorovité (Cyperaceae).

## Popis
Jedná se o drobnou rostlinu, dosahuje výšky pouze 10–25 cm. Je vytrvalá a vytváří řídké trsy. Lodyha je tupě trojhranná až oblá, hladká. Listy jsou střídavé, přisedlé, s listovými pochvami. Čepele listu jsou pouze 0,5–1 mm široké, štětinovité. Pochvy bazálních listů jsou hnědé. Ostřice blešní patří mezi jednoklasé ostřice, to znamená, že na vrcholu lodyhy je pouze 1 klásek, cca 1–2,5 cm dlouhý. Je to rostlina jednodomá, v horní části klásku se nacházejí samčí květy, v dolní samičí, kterých je nejčastěji 5–10. Okvětí chybí. V samčích květech jsou zpravidla 3 tyčinky. Čnělky jsou většinou 2. Plodem je mošnička, která je asi 4–5,5 mm dlouhá, na vrcholu jen zúžená, zobánek prakticky chybí. Každá mošnička je podepřená plevou, která je rezavě hnědá se zeleným kýlem a v horní části blanitě lemovaná. Plevy jsou za zralosti opadané a mošničky pak směřují kolmo do boku až jsou skloněny dolů. Kvete nejčastěji v květnu až v červnu. Počet chromozómů: 2n=58 nebo 2n=60.

## Rozšíření
Roste na vhodných místech v severozápadní polovině Evropy, severně od Alp a Pyrenejí (včetně těchto pohoří). Zasahuje také na Island.

## Rozšíření v Česku
Je to celkem vzácný a silně ohrožený (kategorie C2) druh flóry ČR. Roste hlavně na rašeliništích a na rašelinných loukách. Proto je v ČR rozšířena nerovnoměrně, v oblastech s absencí těchto biotopů zcela chybí.